# Transitweg
Der Transitweg ist eine Altstraße im deutschen Bundesland Schleswig-Holstein und führte von Rendsburg über Jevenstedt, Nienkattbek, Holtdorf, Oldenhütten, Heinkenborstel, Innien, Bargfeld, Sarlhusen, Willenscharen, Bramstedt nach Kaltenkirchen.

## Geschichte
Der dänische König Christian VII. gab am 1. Juni 1782 den Bau einer Fracht-Straße zwischen Rendsburg und Altona in Auftrag. Die beauftragte Königliche Canal-Commission sollte den Weg auf Kosten der Canal-Casse errichten und vorhandene Straßen für die neue Verbindung nutzen. Ziel des Projektes war eine kürzere Verbindung zum damals neuen Eiderkanal (erbaut 1777-1784) uns so "den Frachtverkehr von Hamburg nach Rendsburg zu leiten und die Waren dann weiter auf dem Kanal nach der Ostsee fortzuschaffen, also den Kanalhandel zu heben, und diesen so rentabel zu machen.".

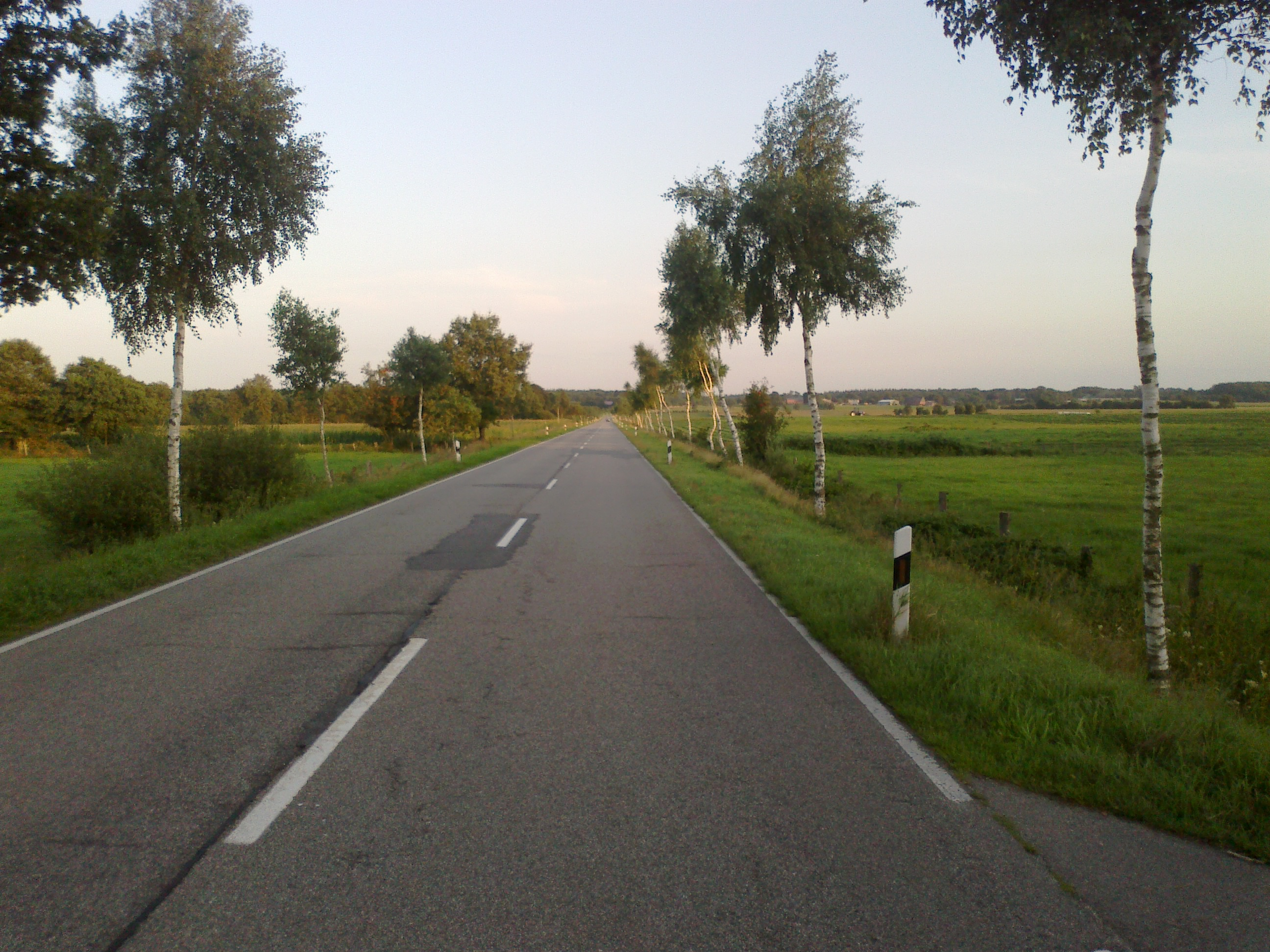
Verlauf des ehemaligen Transitweges zwischen Nienkattbek und Oldenhütten
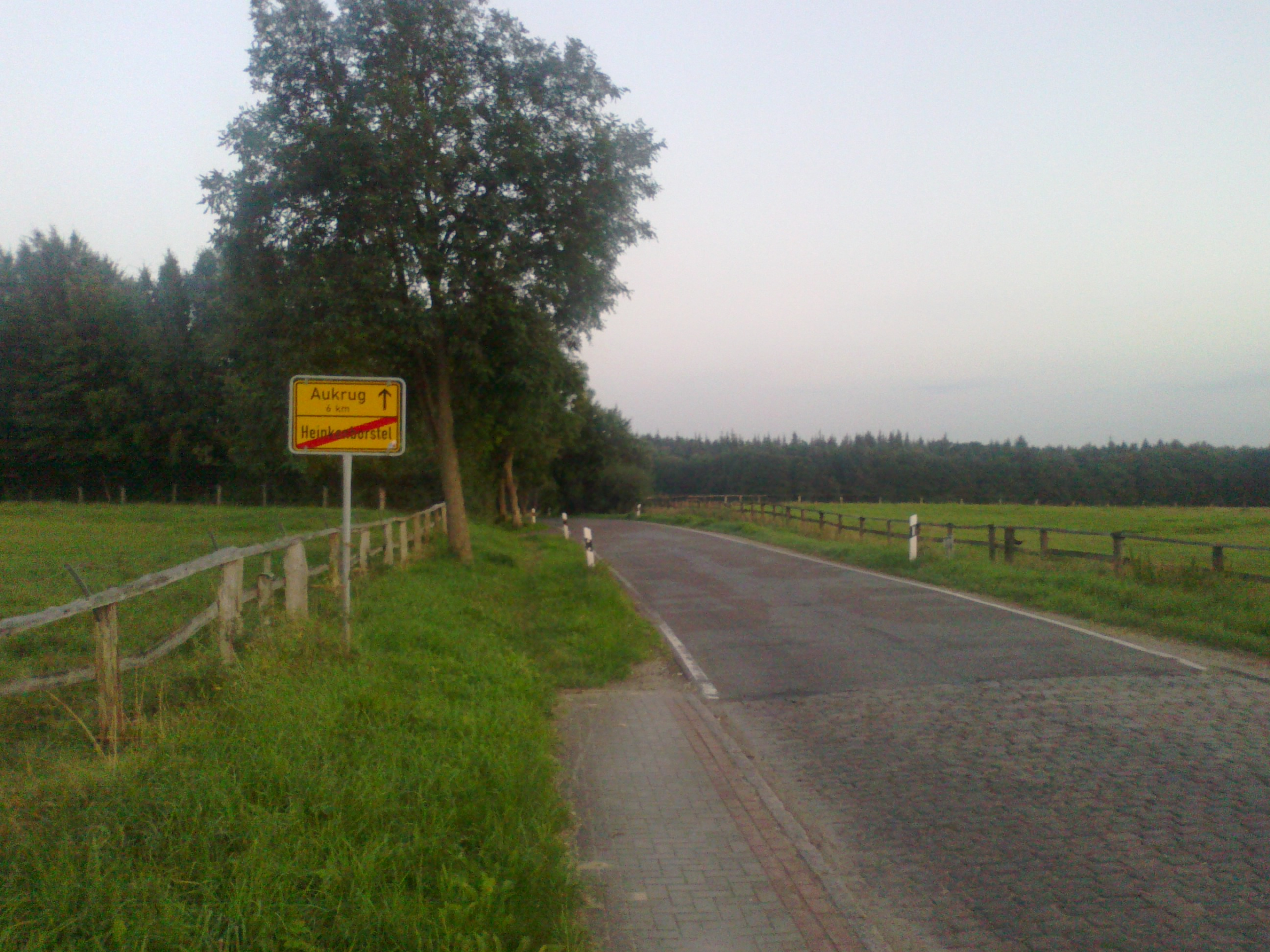
Ehemaliger Transitweg am Ortsausgang von Heinkenborstel
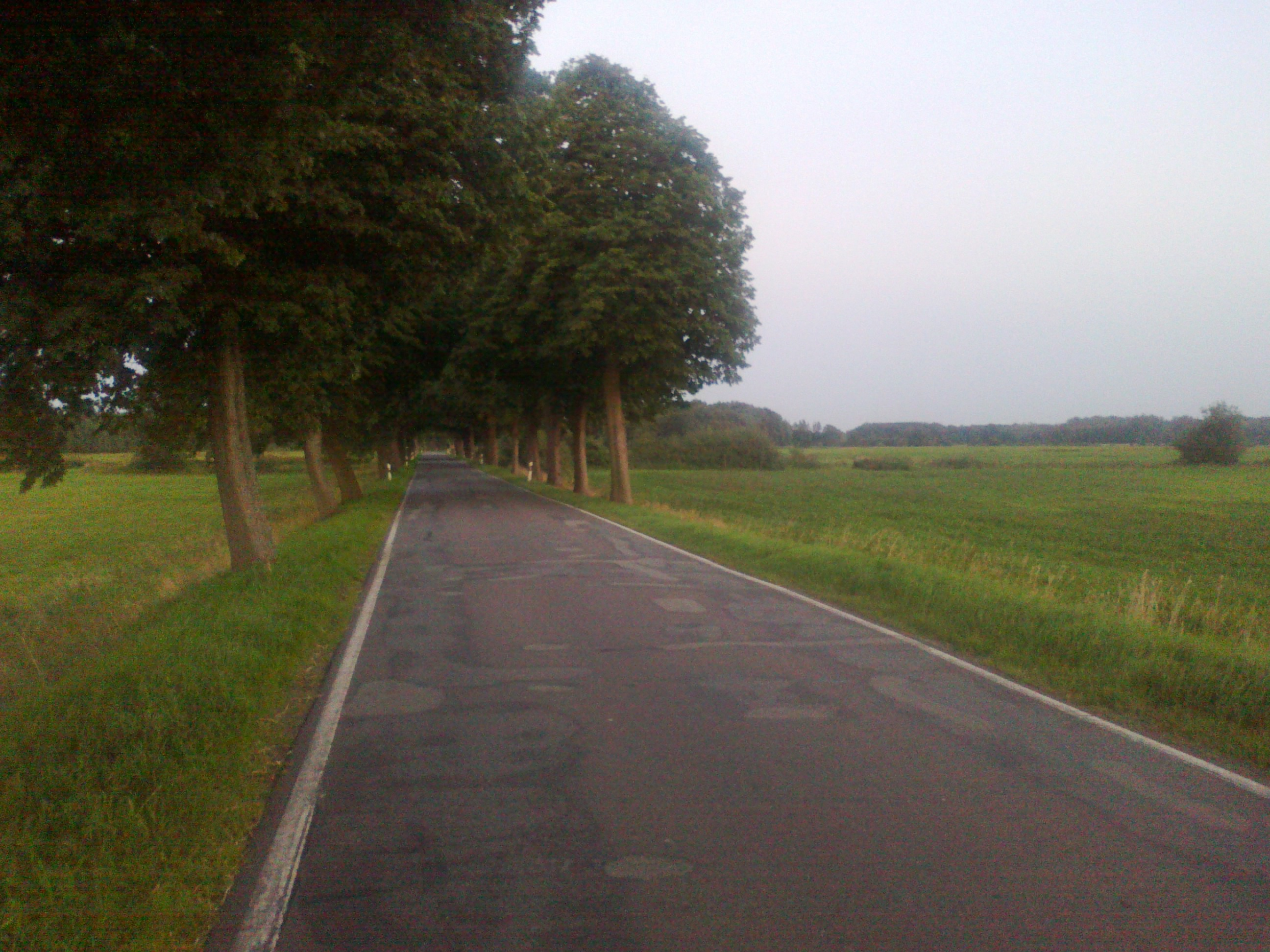
Ehemaliger Transitweg im Tal der Buckener Au

Die Strecke Altona – Rendsburg wurde insgesamt um 3 Meilen (ca. 22,5 km) auf ca. 97 km verkürzt. Die neue Verbindung über die Buckener Au von Heinkenborstel nach Innien trug wesentlich zu der fast 20-prozentigen Streckenverkürzung bei, da die Buckener Au bis dahin nur zwischen Meezen und Grauel kostenfrei überquert werden konnte. Der sogenannte Buckener Damm zwischen Aukrug-Homfeld und Hohenwestedt bestand zwar schon seit 1759, war aber ein wegegeldpflichtiger Privatweg. Um den neu gebauten Damm über die Buckener Au ohne Umwege aus Hamburg zu erreichen, wurden nach Querung der Stör-Brücke in Willenscharen ebenfalls vollkommen neue Straßen zwischen Sarlhusen und Aukrug-Bargfeld sowie zwischen Aukrug-Bargfeld und -Innien erstellt. Somit nutzte der Verkehr nicht mehr die sogenannte Große Hamburger Landstraße von Rendsburg über Jevenstedt und Hohenwestedt, die von Hamburg kommend über Fitzbek, Hennstedt, Meezen, Grauel nach Hohenwestedt führte und deren Strecke ab da in etwa dem Verlauf der heutigen B77 nach Rendsburg entsprach.
Nach Georg Reimer erfüllten sich die Erwartungen an die Nutzung des Transitweges nicht, da der Landtransport nach Rendsburg teurer war, als der Seeweg über Nordsee, Eider und Eiderkanal. Am 29. August 1786 verbot ein königliches Plakat, den Transitweg mit verzollbaren Waren zu befahren und sperrte ihn zugleich für den Postverkehr. Eine Zunahme des Verkehrs erfuhr der Transitweg erst während der britischen Elbblockade von 1803 bis 1806, da die Waren, die zuvor über den Hamburger Hafen eingeführt wurden nun ihren Weg über den nutzbaren Hafen Tönning, die Eider nach Rendsburg und den Transitweg nach Hamburg nehmen mussten. Von 1819 bis 1823 gab es einen Rechtsstreit der Dörfer Innien, Mörel und Heinkenborstel mit dem Amt Rendsburg über die Verteilung der Baulast, die ihnen beim Bau übertragen worden war. Am 2. September 1823 urteilte die Königlich Schleswig-Holsteinische Kanzlei in Glückstadt zu Gunsten der Anlieger, „daß der Transitweg durch die Feldmark des Dorfes Innien, bis zu einer allgemeinen Wegetheilung, vom Amte Rendsburg zu unterhalten sei.“
Ab 1828 war der Weg für die Allgemeinheit ohne Wegzoll freigegeben und große Ochsentriften aus Jütland nutzen die neue kürzere Strecke von Rendsburg nach Hamburg als Alternative zum historischen Ochsenweg. Um 1938 untersuchten Vermessungstrupps, ob die Trasse des Transitweges für die geplante Nord-Südautobahn, geeignet wäre. Die Autobahn wurde 1970 weiter östlich bei Wasbek gebaut.